# Emilio De Marchi (Schauspieler)
Emilio De Marchi (* 1959 in Candiana, Venetien) ist ein italienischer Schauspieler.

## Leben
De Marchi, in Norditalien in der Provinz Padua geboren, wuchs zweisprachig mit Italienisch und Deutsch als Muttersprachen auf. Von Juli 1981 bis April 1983 besuchte er als Gaststudent die Hochschule für Musik und Theater in Hamburg. Er besuchte diverse Workshops am Actors Studio in New York City. 
De Marchi wirkte seit 1985 in nahezu 150 internationalen, italienischen und deutschen Film- und Fernsehproduktionen mit. Sein Rollenspektrum umfasste Haupt- und Nebenrollen, häufig typisch italienische Charaktere vom Kellner, Restaurantbesitzer, Polizisten bis zum Mafioso.
Im Kino war er meist in Nebenrollen zu sehen, in dem Historienfilm Die Passion Christi (2004; als römischer Soldat) und in der deutschen Filmkomödie Germanikus (2004; als Balsamico).
In der Fernsehserie Die Anstalt – Zurück ins Leben hatte er 2002–2008 eine durchgehende Serienrolle als Pfleger Marco Fiedler. In dem ZDF-Fernsehfilm Italien im Herzen (2008) spielte er den italienischen Geschäftsmann Enrico Prodi. In der ZDF-Krimireihe Unter Verdacht (2011) war er, an der Seite von Senta Berger, als Schiffskapitän Marcello Caponatti zu sehen. In der ZDF-Krimireihe München Mord (2014) war er der Mafia-Boss Franco. De Marchi spielte auch in mehreren Folgen der ARD-Krimireihe Tatort. Im Tatort: Macht und Ohnmacht (2013) verkörperte er den Streifenpolizisten und Revierleiter Matteo Lechner, den Vertrauten und Mentor des ehemaligen Kommissars Carlo Menzinger (Michael Fitz). Bemerkenswert ist, dass De Marchi in dieser Folge eine komplette Nacktszene hatte und sein behaarter Intimbereich in Großaufnahme zu sehen war.
In dem ARD-Fernsehfilm Der Urbino-Krimi: Die Tote im Palazzo (2016) war De Marchi als skrupelloser Vize-Bürgermeister Enrico Manchetti zu sehen. In der 6. Staffel der ZDF-Krimiserie Die Chefin (2016) war er in einer Episodennebenrolle als homosexueller Gerichtsmediziner Dr. Berthold, der ein Auge auf Kriminalhauptkommissar Paul Böhmer (Jürgen Tonkel) geworfen hat, zu sehen. In dem ZDF-„Herzkino“-Film Ein Sommer auf Sizilien (2016) war De Marchi in einer Hauptrolle zu sehen; er spielte, an der Seite von Henriette Richter-Röhl, Sky Du Mont und Giorgio Lupano, den italienischen Winzer Ludovico Veritas.
De Marchi, der in vielen deutschen Fernsehserien eine Gastrolle hatte, war in Episodenrollen u. a. in Ein Fall für TKKG (1985, als Verdächtiger und Restaurantbesitzer Mario Frasketti), Zwei Münchner in Hamburg (1993, als Italiener Nicoletti), Sylter Geschichten (1996, mit Nadja Tiller als Partnerin), Kommissar Rex (1998, als Italiener Mimmo Munafi), Ein Fall für zwei (2001, als Zuhälter Boris Limonow), Großstadtrevier (2001, als Schutzgeldeintreiber Carlo), SOKO München (2010, als Don Vittorio Scarpa), Die Detektive (2014, als Taxiunternehmer Bogdan Markovics), SOKO Leipzig (2015, als kalabrischer Mafia-Boss Franco Catanzaro) und SOKO Stuttgart (2016, als vorbestrafter Barbesitzer Jakub Stehlik) zu sehen.
In der 15. Staffel der ZDF-Fernsehserie SOKO Wismar (2018) war De Marchi in einer Episodenrolle als Anwalt und bester Freund des Opfers, der erneut zum Mörder wird, um seine Beteiligung an einem früheren Mord zu verschleiern, zu sehen. 
De Marchi wirkte auch in Rosa von Praunheims Film Satanische Sau (2025) mit.
2007 wurde er für seine Rolle in dem italienischen Kinofilm In den Abgründen des Profits (2005) als „Bester Schauspieler“ auf dem Gallio Filmfestival in Italien ausgezeichnet. 
Gelegentlich hatte De Marchi seit 1980 auch Theaterengagements, u. a. bei der Landesbühne Hannover, an den Hamburger Kammerspielen, am Theater im Zimmer in Hamburg, am Theater im Zimmer Berlin (1988; in Orgie von Pier Paolo Pasolini),  am Ernst Deutsch-Theater in Hamburg (1999; als Häuptling Bromden in Einer flog über das Kuckucksnest), am Thalia Theater in Hamburg und am Schauspielhaus Düsseldorf. 
Emilio De Marchi lebt in Berlin.

## Filmografie (Auswahl)
- 1985: Der Sprung
- 1985: Ein Fall für TKKG: Der blinde Hellseher (TV-Serie, eine Folge)
- 1987: Warten auf Marie
- 1989: Derrick: Die Kälte des Lebens (TV-Serie, eine Folge)
- 1990: Der doppelte Nötzli
- 1993: Zwei Münchner in Hamburg: Labskaus und Weißwürst’ (TV-Serie, eine Folge)
- 1994; 1996: Faust (TV-Serie, zwei Folgen)
- 1994; 1996: Doppelter Einsatz (TV-Serie, drei Folgen)
- 1995: Das Schwein – Eine deutsche Karriere (TV-Dreiteiler)
- 1996: Sylter Geschichten: Die Gräfin (TV-Serie, eine Folge)
- 1996: Schuldig auf Verdacht (TV-Film)
- 1996: Il maresciallo Rocca: La vendetta (TV-Serie, eine Folge)
- 1996: Kurklinik Rosenau: Verleumdung (TV-Serie, eine Folge)
- 1996: Atemlos durch die Nacht (TV-Film)
- 1996: Tatort: Die Reise in den Tod (TV-Reihe)
- 1997: Ein Bayer auf Rügen: Das Findelkind (TV-Serie, eine Folge)
- 1998: Kommissar Rex: Der Neue (TV-Serie, eine Folge)
- 1998: Für alle Fälle Stefanie: Verhängnisvoller Wurf (TV-Serie, eine Folge)
- 1998: Tatort: Gefährliche Zeugin (TV-Reihe)
- 1998; 2001: Ein Fall für zwei (TV-Serie, zwei Folgen)
- 1999: Balko: Der Mönch mit der Todeskralle (TV-Serie, eine Folge)
- 2000: La squadra (TV-Serie)
- 2000: Im Namen des Gesetzes: Entführt (TV-Serie, eine Folge)
- 2000: Maria, Tochter ihres Sohnes (Maria, figlia del suo figlio) (TV-Film)
- 2001: Großstadtrevier: Rache für Eva (TV-Serie, eine Folge)
- 2002–2008: Die Anstalt – Zurück ins Leben (TV-Serie)
- 2004: Die Passion Christi (The Passion of the Christ)
- 2004: Germanikus (Germanikus)
- 2004: Zorba il buddha
- 2004: Mogelpackung Mann (TV-Film)
- 2004: Don Bosco (TV-Film)
- 2005: In den Abgründen des Profits (Apnea)
- 2006: Papa Luciani – Il sorriso di Dio (TV-Film)
- 2008: Italien im Herzen (TV-Film)
- 2010: SOKO München: Vendetta (TV-Serie, eine Folge)
- 2010: I delitti del cuoco (TV-Serie)
- 2010: Lasko – Die Faust Gottes: Clarissas Hochzeit (TV-Serie, eine Folge)
- 2011: Der Staatsanwalt: Kameradenschwein (TV-Serie, eine Folge)
- 2011: Unter Verdacht: Die elegante Lösung (TV-Reihe)
- 2012: SOKO Köln: Zeugin in Angst (TV-Serie, eine Folge)
- 2012: SOKO Wismar: Barvermögen (TV-Serie, eine Folge)
- 2013: Tatort: Macht und Ohnmacht (TV-Reihe)
- 2013: München Mord: Wir sind die Neuen (TV-Reihe)
- 2014: Die Detektive: Der Selbstmordjob (TV-Serie, eine Folge)
- 2014: Weihnachten für Einsteiger (TV-Film)
- 2014: Tatort: Weihnachtsgeld (TV-Serie)
- 2015: Tatort: Frohe Ostern, Falke (TV-Serie)
- 2015: SOKO Leipzig (TV-Serie)
- 2015: Deutschland 83: Northern Wedding (TV-Serie, eine Folge)
- 2015: Planet Ottakring
- 2015: Mordkommission Berlin 1 (TV-Film)
- 2016: Der Urbino-Krimi: Die Tote im Palazzo (TV-Film)
- 2016: Die Chefin: Licht und Schatten (TV-Serie, eine Folge)
- 2016: Ein Sommer auf Sizilien (TV-Film)
- 2016: SOKO Stuttgart: Fluch des Geldes (TV-Serie, eine Folge)
- 2018: SOKO Wismar: Alte Freunde (TV-Serie, eine Folge)
- 2018: Wilsberg: Die Nadel im Müllhaufen (TV-Reihe)
- 2020: Der Staatsanwalt: Null Toleranz (TV-Film)
- 2020: Harter Brocken: Die Fälscherin (TV-Reihe)
- 2020: Romulus (Fernsehserie, vier Folgen)
- 2021: Freaks Out (Kinofilm)
- 2021: Ein Sommer in Südtirol (TV-Film)
- 2022: Il Pataffio
- 2022: The Woddafucka Thing
- 2023: Die Bergpolizei – Ganz nah am Himmel: Solo per amore (TV-Serie, eine Folge)
- 2024: Tatort: Das Wunderkind (TV-Reihe)
- 2025: Satanische Sau